# Yerkes-Dodsons lag

De ursprungliga data som lagen härleddes från.

Den ursprungliga formen av Yerkes–Dodsons lag.

Hebbs version av Yerkes–Dodsons lag utelämnar förhållandet att överstimulering inte påverkar utförandet av enkla uppgifter negativt. Det är den vanligaste versionen och den citeras ofta felaktigt i läroböcker.

Yerkes–Dodsons lag är en empirisk relation mellan arousal och prestation. Den utvecklades av psykologerna Robert M. Yerkes och John Dillingham Dodson 1908. Lagen säger att prestationen förbättras med ökande fysiologisk och mental arousal, men endast upp till en viss punkt. När arousal-nivån blir för hög så minskar prestationen igen. Processen illustreras ofta med en klockformad kurva som ökar och sedan minskar med ökande arousal. Den ursprungliga artikeln (en undersökning av husmus, benämnd "dansmus") refererades endast 10 gånger under de följande 50 åren, men i fyra av artiklarna betecknas rönen som en lag.

## Arousal-nivåer
Forskare har funnit att olika uppgifter kräver olika nivåer av arousal för optimal prestation. Exempelvis kan svåra eller intellektuellt krävande uppgifter kräva lägre arousal-nivåer (för att möjliggöra koncentration) medan uppgifter som kräver uthållighet kan utföras bättre med högre arousal-nivåer (för att öka motivationen).
Skillnader mellan olika uppgifter gör att kurvan kan ha mycket varierande form. För enkla eller väl inövade uppgifter är relationen monoton och prestationen ökar när arousal ökar. För komplexa, ovana eller svåra uppgifter byter relationen riktning efter en viss nivå av arousal, så att prestationen därefter minskar när arousal ökar ytterligare.
Inverkan av uppgiftens svårighetsgrad ledde till hypotesen att Yerkes–Dodsons lag kan delas upp i två distinkta delar. Den del där prestation ökar kan ses som en energigivande effekt av arousal. Den del där prestationen minskar orsakas av negativa effekter av arousal (eller stress) på kognitiva processer som uppmärksamhet (till exempel tunnelseende), minne och problemlösning.
Forskning av av Broadhurst, Duffy, och Anderson et al visar att den av Yerkes och Dodson föreslagna korrelationen finns, men man  har inte kunnat påvisa en kausal orsak.